# Джексон, Брюс
Брюс Джексон (англ. Bruce Jackson; род. 23 июня 1952 года) — американский политик, президент Института переходных демократий.

## Профессиональная деятельность
Брюс Джексон является выходцем из семьи профессиональных разведчиков: его отец Уильям Хардинг Джексон в 1951 — 1956 годах работал заместителем директора ЦРУ. Сам Брюс Джексон с 1979 года служил в военной разведке армии США.
С 1990 года перешел на работу в компанию «Lehman Brothers», занимался собственности исследованиями в области собственности и торговых операций.
С 1993 года работал в компании «Локхид Мартин» в качестве вице-президента по стратегии и планированию.
В 2002 году основал институт переходных демократий, который возглавляет по настоящее время.

## Политическая деятельность
С 1995 года принимал участие в ряде избирательных кампаний на стороне республиканской партии.
В 2000 году был председателем комитета по внешней политикии в избирательной кампании Джорджа Буша.
В 2008 году возглавил консультационную группу по внешней политике в избирательной кампании Джона Маккейна.

## Деятельность в Восточной Европе
Основной деятельностью Брюса Джексона является поддержка восточноевропейских государств по их вступлению в НАТО.
В 2002 году он, возглавляя неоконсеквативную неправительственную организацию «Комитет по освобождению Ирака», организовал так называемое «Письмо 10», котором руководители 10 восточноевропейских стран высказались в поддержку планов США по вторжению в Ирак. Во время выборов президента Грузии он входил в избирательный штаб Михаила Саакашвили. Являлся также советником Виктора Ющенко.

## Отношение к России
Брюс Джексон негативно относится к России. Его отношение характеризуется цитатой:
Путин и его друзья из ФСБ строят государство национальной безопасности. Его министр иностранных дел, Иванов, недавно заявил, что Россия имеет право на военное вмешательство на всей территории СНГ. Россия хочет влиять на территории далеко за пределами своих границ. В этом большая проблема.

## Награды
- Командор ордена Трёх звёзд (16 октября 2004 года, Латвия)[1].
- Великий офицер ордена Великого князя Литовского Гядиминаса (20 ноября 2002 года, Литва)[2].
- Памятный знак за личный вклад в развитие трансатлантических отношений Литвы и по случаю приглашения Литовской Республики в НАТО (12 февраля 2003 года, Литва)[3].
- Орден Креста земли Марии 2 класса (3 февраля 2003 года, Эстония)[4].
- Крест Президента Словацкой Республики II степени (7 июня 2002 года, Словакия)[5].

## Публикации
- Jackson, B.P., (2011), «The European Union Goes East», Policy Review, 166, April-May, pp. 53-64, Stanford University
- Jackson, B.P., (2011), «A Turning Point for Europe’s East», Policy Review, 160, April-May, pp. 49-61, Stanford University